# Concilio di Rimini
Il concilio di Rimini fu un concilio tenutosi nell'omonima città nel 359, convocato a proprie spese dall'imperatore romano Costanzo II, con lo scopo di ricomporre la frattura tra ariani e niceni riguardo alla dottrina cristologica. Questa frattura minacciava infatti l'unità della Chiesa, e Costanzo decise di convocare due concili, uno in Oriente (inizialmente a Nicomedia, ma poi tenutosi a Seleucia) e quello di Rimini.

## Storia
Al concilio di Rimini furono dunque invitati tutti i vescovi d'Occidente (Italia, Illiria, Africa, Hispania, Gallia e Britannia). I partecipanti furono circa 400, tra cui circa 80 ariani, tra cui Ursacio di Singiduno e Valente di Mursa, mentre sia Liberio di Roma sia Vincenzo di Capua erano assenti.
I vescovi ariani proposero una formula cristologica che era stata formulata ma non discussa al terzo concilio di Sirmio, allo scopo di essere accettabile per entrambe le fazioni, in quanto non conteneva il termine oggetto della contesa, «consustanziale», ma sosteneva che il Figlio fosse «simile al Padre» secondo le Scritture. Gli altri vescovi respinsero questa mediazione, affermando che la formula di Ursacio e Valente dovesse essere condannata e la dottrina del concilio di Nicea confermata. Valente si rifiutò di accettare la formulazione nicena, e 320 vescovi sottoscrissero una dichiarazione che lo designava come eretico, lo scomunicava e lo deponeva; la stessa dichiarazione sottoponeva all'anatema le dottrine di Ario, Fotino di Sirmio e Sabellio.
Lo scontro fu portato all'attenzione dell'imperatore. I niceni mandarono dieci rappresentanti da Costanzo, per spiegargli che non potevano giungere a conclusioni differenti da quelle del concilio di Nicea, al quale non volevano aggiungere o togliere nulla; avrebbero anche dovuto dirgli di essere stati costretti alla scomunica di Valente dal suo comportamento. Gli ariani, invece, mandarono a Costanzo il testo riconciliatorio da loro proposto, che i niceni avevano rifiutato ma del quale l'imperatore non trovò nulla da ridire. Quando gli inviati della fazione nicena arrivarono a Costantinopoli, dunque, Costanzo non li ricevette, facendoli attendere a lungo con la speranza che accettassero di rinunciare alla parola «consustanziale».
Costanzo ordinò al prefetto del pretorio Tauro di non lasciare che il concilio si sciogliesse prima di aver sottoscritto la formula che rinunciava alla parola «consustanziale». Allora tutti i vescovi riuniti, con l'eccezione di venti, sottoscrissero la formula di Ursacio e Valente, che il Figlio fosse «come il Padre in tutte le cose», la quale prese il nome di «formulario di Rimini». Costanzo fece inviare il formulario a tutti i vescovi d'Oriente, con l'ordine di sottoscriverlo, pena l'esilio, e un largo numero di vescovi lo firmarono.
Tra coloro che non lo firmarono ci furono Liberio di Roma (che per un periodo si era avvicinato alle posizioni ariane), Vincenzo di Capua, Gregorio di Elvira, Atanasio di Alessandria, Ilario di Poitiers e Lucifero di Cagliari. Secondo le fonti nicene, il formulario fu successivamente denunciato dalla maggior parte dei vescovi.